# Río San Antonio (Córdoba)
Il río San Antonio è un fiume argentino nella valle di Punilla in provincia di Córdoba

## Corso
La conca del río San Antonio si trova tra 31°24′S 64°30′W e 31°36′S 64°52′W, formando un bacino di 500  km² sulla falda orientale delle 
Sierras Grandes. 
Si forma dalla confluenza degli affluenti río Malambo e río El Cajón, scendenti dai versanti che nascono nei Los Gigantes, attraversando la zona sud della valle di Punilla. Bagna i comuni di Cuesta Blanca, Tala Huasi, Icho Cruz, Mayu Sumaj e San Antonio de Arredondo, per poi sfociare nel lago San Roque a Villa Carlos Paz.

## Caratteristiche
La conca è quella dei sistemi idrologici tipici: forti pendenze, chiara divisione delle acque, bassa permeabilità ed elevato indice di scorrimento.
Geomorfologicamente il río San Antonio si colloca tra i fiumi controllati dalle rocce. Ha un corso su letto rigido che varia secondo il tratto roccioso, letto di ghiaia e letto di sabbia.

## Portata
Il fiume ha il suo minimo deflusso vitale in primavera ed estate: in ottobre la portata normale è di 4.000 litri/sec, in novembre sale a 6.000 l/s, 10.000 l/s in dicembre e in gennaio tale portata è normalmente superata.